# Leon Gouin

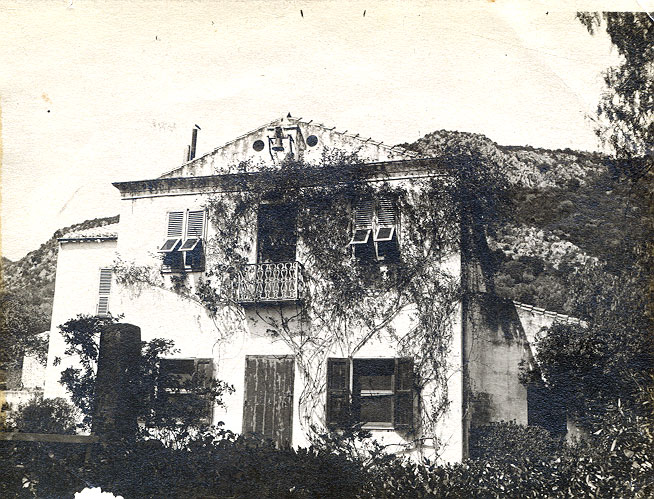
Villa Gouin nel 1912

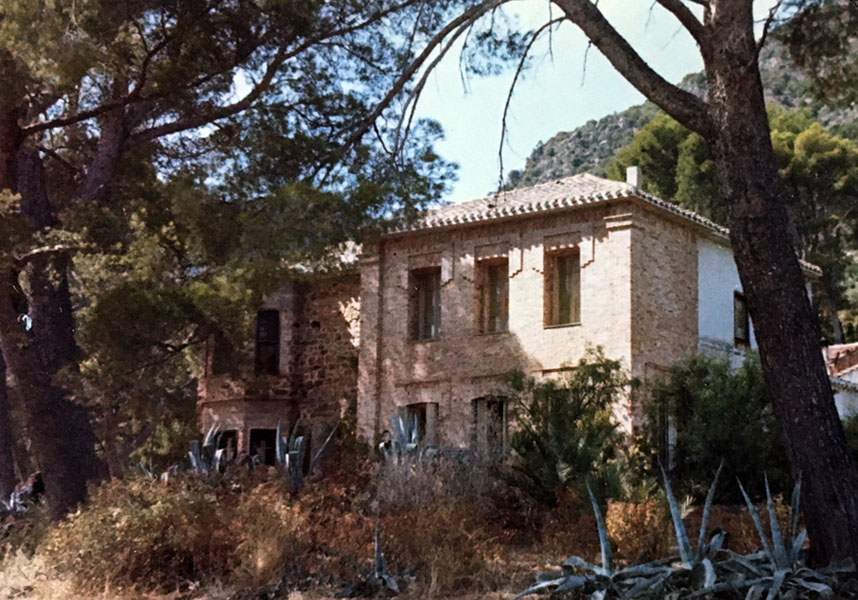
Villa Gouin a Baccu Tinghinu (Capoterra, CA) nel 1963 - La villa fu ristrutturata nelle forme attuali nel 1920 dal figlio dell'ing. Leone Gouin, Felix.

Léon Goüin (Tours, 9 marzo 1829 – Parigi, 26 aprile 1888) è stato un ingegnere, imprenditore e archeologo francese.

## Biografia
Figlio di Fréderic, magistrato e di Felicité Charlotte Prevoust, apparteneva ad una famiglia della nobiltà francese (Goüin de La Grandière) elevata alla nobiltà da Luigi XV nel 1770, nobiltà di toga che costituì una delle forze più dinamiche e attive della società francese tra il XVIII secolo e il XIX secolo. Il bisnonno, Etienne Jacques Benoit de La Grandiére fu sindaco di Tours tra il 1770 ed il 1779, il padre, Fréderic, Procuratore e poi Consigliere della Corte d'Appello di Parigi ed il fratello Felix, diplomatico di carriera. Léon Gouin studiò alla Ecole des Mines di Parigi dove conobbe e familiarizzò con Felice Giordano e Quintino Sella e dove ottenne la laurea in ingegneria mineraria nel 1853. Dopo la laurea, partecipò tra il 1854 ed il 1858, a diverse campagne di ricerca di minerali in Guatemala, San Salvador e Giappone. Si recò anche a Panama dove partecipò alla costruzione della ferrovia Panama-Colon, opera inscritta nei lavori per il taglio del canale.

### Attività in Sardegna
Nel 1858 venne inviato in Sardegna, dall'azienda francese Petin Gaudet, Compagnie Hauts Forneaux, Forges et Aciéries de la Marine e des Chemin de Fer-Rive de Giers, dove rimase per circa trent'anni dedicandosi allo sviluppo dell'industria mineraria. Per la sua azienda prese a scandagliare la zona sud occidentale della Sardegna (Sulcis) con l'intento di trovare giacimenti di minerale di ferro che avrebbero dovuto alimentare gli stabilimenti siderurgici che la Petin Gaudet possedeva in Francia, mentre per conto proprio fece ricerche nel campo del piombo, dello zinco, e poi negli anni ottanta del XIX secolo, dell'argento del Sarrabus-Gerrei.
Il 31 marzo 1862 l'azienda lo integrò come socio e suo rappresentante e direttore di tutte le miniere che possedeva in Sardegna. Nel giugno del 1862 trovò alcuni importanti giacimenti di magnetite e di altri ossidi di ferro a San Leone, Su Miriagu e Gutturu Sant'Antonio (Assemini). Aperta la miniera, per consentire un economico ed agevole trasporto del materiale estratto, progettò e fece realizzare la prima ferrovia della Sardegna, che collegava la miniera di San Leone alla spiaggia di Maddalena nel golfo degli Angeli, dove il minerale veniva imbarcato per la Francia. La ferrovia fu inaugurata il 2 maggio 1865.
Il prestigio e la considerazione goduti da Léon Gouin ne fecero il naturale rappresentante della  "Sottocommissione di Cagliari per l'Esposizione Universale di Parigi del 1867"; per l'occasione Gouin organizzò una collezione di minerali sardi integrata dal libro intitolato Notice sur les mines de l'île de Sardaigne dove, oltre ad una breve storia delle miniere sarde dalle origini fino al 1867, venivano individuati i problemi, i punti di forza, le debolezze e il futuro dell'industria mineraria sarda.
Nel 1869 diventò direttore della miniera di Gennamari e Ingurtosu (Arbus) considerata all'epoca, per l'importanza dei suo giacimento di piombo e di zinco, una delle più promettenti miniere d'Europa. Sempre nel 1869 accettò anche la direzione delle importanti miniere piombo-zinchifere di Coremò e di San Benedetto (Iglesias).
Nel 1870 fu nominato per sei mesi rappresentante della Società Sardo Belge e nel 1872 diventò rappresentante anche della casa francese L. De Lamine, per la quale acquistò il permesso di ricerca di Mieddoris (Arbus) che apparteneva alla società Sardo-Belge; il 23 giugno 1873 acquistò quello per la miniera di piombo di Bacu-Luceddu (Villassalto) e nel 1879 aggiunse a tutte le sue numerose attività anche quella della direzione della miniera di Rosas (Narcao).
Nel 1884,  insieme all'ingegner Ferraris e ai signori Cattaneo della Monteponi e Antico di Cagliari, finanziò la ricerca di giacimenti d'argento nei permessi di Perda S'Oliu (Fluminimaggiore) e Fenugu Sibiri (Gonnosfanadiga) costituendo la società La Fluminese con sede a Genova e capitale di 625.000 lire.
Nel 1885 creò la società Tacconis-Sarrabus con sede a Genova e capitale di 2.500.000 lire per la ricerca nella miniera di Tacconis (Burcei). Sempre nel 1885 ottenne i permessi di ricerca di Serra S'Ilixi, di Bruncu Arrubiu e di Nicola Secci (Sinnai e Burcei).
Nel 1888 costituì la Societé des mines de Riu Ollastu con sede a Parigi, rue de Provence 50 e un capitale di 2.000.000 di franchi, per finanziare le ricche coltivazioni delle miniere d'argento di Serra S'Ilixi (Sinnai e Burcei),  Bruncu Arrubiu (Sinnai) e Nicola Secci (Burcei e San Vito) tutte situate nella valle del Rio Ollastu. I primi risultati di queste ricerche furono sorprendenti in quanto le mineralizzazioni in argento si dimostrarono particolarmente ricche, tanto che nell'edizione del 1887 della Rivista del Servizio Minerario si definirono le ricerche effettuate dall'ingegner Gouin: "studiate, attive, perseveranti".
All'attività mineraria dedicò anche una serie di scritti. Nel 1861 pubblicò l'Histoire des mines de la Sardaigne e nel 1867 Notices sur les mines de l'ile de Sardaigne. Poi nel 1869 l'importante indagine Sulle miniere della Sardegna Osservazioni sommesse all'Onorevole Commissione d'inchiesta per l'isola, indirizzate alla Commissione parlamentare d'inchiesta presieduta dal suo amico e compagno di università Quintino Stella. Le Osservazioni furono un importante studio nel quale Gouin faceva un'attenta analisi dei principali problemi che affliggevano il settore minerario, all'epoca potenzialmente in crescita, ma vincolato da carenze strutturali tali da non permetterne lo sviluppo. Lamentava poi la mancanza di mentalità industriale e di cooperazione nella classe dirigente locale ed accusava il governo di lasciare la Sardegna abbandonata ai suoi disagi e di non curarsi delle condizioni di strade, ferrovie, canali e delle acque in genere; per ultimo rimproverava una burocrazia troppo invasiva e che rallentava con inutili formalità la stipula dei permessi e delle concessioni.

### Léon Goüin archeologo
In Sardegna l'ing. Gouin si dedicò anche ad un'altra attività: l'archeologia. Questa passione, a cui dedicò tempo e capitali, gli regalò soddisfazioni personali e riconoscimenti ufficiali come l'ammissione come membro nel 1884 alla Sociétè d'antropologie de Paris.
L'attività di scavo in aree archeologiche già note oppure ancora sconosciute, iniziò subito al suo arrivo nell'isola e si infittì soprattutto a partire dalla fine degli anni '70 spingendolo ad intraprendere delle vere e proprie campagne di scavo in varie località della Sardegna. A partire dal 1878 per esempio, cominciò lavori di scavo nella Tanca Regia (Abbasanta), proprietà acquistata insieme al socio Pétin, e nella località di Abini furono ritrovati nuraghe, ossa, armi, "idoli"  (come allora venivano chiamati i bronzetti nuragici), e panetti di minerali tra cui il rame. Molta attenzione dedicò ai bronzetti la cui composizione fece analizzare da diversi laboratori chimici a Cagliari, Londra e Marsiglia. Il Gouin infatti era anche interessato a capire se il rame usato per creare insieme allo stagno il bronzo, era d'origine locale perché questo avrebbe potuto significare che nelle viscere delle montagne sarde si sarebbe ancora potuto trovare ingenti quantità di rame in attesa di essere scoperto e sfruttato.
In questa attività di scavo e di studio Gouin fu in continuo contatto con tutta una serie di studiosi sardi, italiani e stranieri, ai quali inviava schizzi, disegni e resoconti di scavi, scoperte, ipotesi, idee e teorie.  Primo fra tutti il canonico Giovanni Spano, con il quale ebbe frequenti contatti epistolari e incontri diretti in occasione di scavi e di ritrovamenti. Lo Spano lo ricordò spesso, vista l'intensa attività di scavo, nei suoi Bullettini archeologici.  Poi Vincenzo Crespi, direttore del Regio Museo Archeologico di Cagliari ed importante studioso di storia antica, Ettore Pais, sovrintendente del Museo di Cagliari, Filippo Nissardi e altri studiosi e appassionati d'archeologia sparsi in tutta Europa. Tra questi Georges Perrot, archeologo di fama mondiale e membro dell'Istituto di Parigi,  Alphonse Baux anch'egli archeologo e appassionato d'arte sarda, insieme al quale Gouin scrisse anche un libro, Arturo Issel naturalista, eminente studioso, professore di geologia all'Università di Genova e il direttore del Museo Preistorico di Roma, Luigi Pigorini. Nel 1887 ebbe anche contatti con Alfred Louis Delattre, direttore del Museo Archeologico di Cartagine, che si rivolse al Gouin per chiedergli consigli in vista dell'apertura del museo archeologico di Cartagine vista la sua grande esperienza del Gouin sull'arte punica-cartaginese.
Nel 1884, insieme al Baux, pubblicò il libro Essai sur les nuragues et les bronzes de Sardaigne nel quale i due autori cercarono di fare un po' di luce sull'origine e sviluppo della civiltà nuragica, una civiltà di cui all'epoca non si sapeva assolutamente nulla. Nel loro lavoro i due autori arrivano alla conclusione che la civiltà nuragica fu fondata da popoli giunti dall'Oriente che, dopo aver colonizzato l'Europa e l'Africa, raggiunsero la Sardegna durante la civiltà del bronzo; questa teoria naturalmente escludeva qualsiasi origine autoctona alla civiltà sarda.
Sulla natura ed uso dei nuraghi si evidenziava che considerato il loro concentramento solo in alcune zone e che la loro presenza seguiva una linea da nord a sud, tutto ciò stava a significare che i nuraghi sarebbero stati costruiti da un popolo invasore, giunto da ovest, per difendersi poi dalle popolazioni già presenti nella Barbagia. Questi invasori sarebbero sbarcati nella penisola del Sinis, dov' erano ottime sia le condizioni di sbarco che di difesa, e si spostarono poi verso l'interno in cerca di pascoli e cercando dei confini facilmente difendibili. Questi furono trovati lungo la linea che dal fiume Tirso scende verso la Giara di Gesturi, Laconi, Isili, per finire alla foce del Flumendosa. A sostegno e come prova di questa tesi si evidenziava che questa linea di demarcazione era poi coincisa anche con quella successiva del dominio cartaginese e poi romano. Il Gouin faceva notare come ancora nel 1884, oltre quella linea, vivevano popolazioni con caratteri culturali e fisici completamente diversi da quelli del resto della popolazione sarda.
Sull'uso dei nuraghi per i due autori l'ipotesi più attendibile era che si trattasse di fortezze, ma non del tipo classico; piuttosto erano delle vedette in tempo di pace e dei rifugi provvisori per la comunità in tempo di guerra, quando venivano attaccati dalle popolazioni dell'interno che compivano razzie nei territori abitati dai nuragici.
Su che cosa rappresentassero i bronzetti nuragici, i due autori ritenevano che essi non fossero degli idoli, bensì degli ex-voto realizzati in occasione di trattati di pace o di guerre. Queste opere dimostravano che i popoli dei nuraghi erano degli esperti fonditori e lavoratori dei metalli e che essi avevano raggiunto un grado di civilizzazione molto più avanzato di quanto si potesse credere all'epoca. Inoltre gli autori sottolineavano come alcuni costumi rappresentati nei bronzetti, come l'uso di trecce e di cappelli a punta per gli uomini, e del modo di coprire la testa con un velo per le donne, facevano ancora parte dei costumi usati in varie regioni dell'isola nel 1884.
Contemporaneamente ai lavori di scavo e allo scambio intellettuale con gli altri studiosi di storia sarda, Gouin costituì a poco a poco una collezione d'arte sarda-antica di grande valore storico ed artistico tanto che già nel 1861 il canonico Spano nel Bullettino Archeologico Sardo, Anno VIII riportava la collezione del Gouin come "una delle più belle mai viste prima". Alla fine degli anni '80 la collezione contava più di 1500 pezzi: vasi, piatti, statue, bronzi, gioielli, utensili, steli, urne cinerarie, appartenenti al periodo nuragico, a quello punico-romano e perfino a quello greco, provenienti o dalle aree in cui Léon Gouin aveva lavorato, come il nuraghe Losa, il nuraghe Zuri (Abbasanta), il nuraghe di Abini (Teti), Barumini, da Tharros, da Cornus, Nora, Bithia, da Carloforte, dalle grotte d'Oreri e di Santa Lucia, dal nuraghe Arrubiu (Orroli), dalla Tanca Regia (Abbasanta), dalla zona di Isili, dalla località Torraxi, Soraxi Nioi e Forraxi Nioi  (Laconi) , oppure erano stati acquistati dal Gouin da tombaroli locali; notevole era anche la collezione di monete antiche creata sempre durante quegli anni.
La collezione venne riunita dallo stesso Gouin nella villa di Baccu Tinghinu (Capoterra); i vasi, i bronzi, i gioielli e le monete furono esposte in grandi vetrine, mentre le edicole d'età punico-romana e steli fenicie furono usate per abbellire il giardino e le vasche della tenuta.
In breve la villa divenne una meta obbligata di quanti volevano studiare le antiche civiltà della Sardegna o solo anche gustare la bellezza di questi monumenti.
Dopo la morte del Gouin la collezione fu ceduta quasi interamente al Museo Archeologico di Cagliari dov'è da allora esposta, mentre una piccola parte fu tenuta dalla famiglia che ne ha conservato la proprietà.

### Famiglia
In Sardegna Léon Gouin formò anche la sua famiglia. Il 2 maggio 1864, sposò a Cagliari la nobildonna Maria Teresa, figlia di Don Giovanni Guirisi e di Donna Angelica dei marchesi De Candia e nipote del famoso tenore Mario (Giovanni) de Candia.
La coppia ebbe cinque figli: Giulia nata nel 1865 (per celebrare la sua nascita il padre piantò a Baccu Tinghinu un eucalipto esistente ad inizio ventunesimo secolo), Felix nato nel 1866, Angelica nel 1868, Fréderic nel 1871 e infine Caterina nel 1875. Anche con i figli, che lo chiamavano scherzosamente le Pére Directeur, dimostrò un carattere affettuoso e pieno di humour.
La famiglia Gouin passava i mesi invernali in un appartamento in Via Canelles 3 nel quartiere nobile di Cagliari  "Castello", mentre i mesi estivi venivano trascorsi nella località di Baccu Tinghinu  (Capoterra), dove l'ing. Gouin costruì una villa da cui si godeva un bellissimo panorama sul golfo di Cagliari. Questa vastissima proprietà fu acquistata dal Gouin intorno al 1860 poiché era attigua alla miniera di San Leone di cui l'ing. Gouin era Direttore. La tenuta, oltre alla villa, comprendeva una fattoria e vasti terreni adibiti a colture agricole o a semplice bosco.
L'interno venne arredato con mobilio portato direttamente dalla Francia e con i molti reperti archeologici rinvenuti nel corso degli scavi condotti dall'ing. Gouin, il quale vi realizzò anche una fornita biblioteca nella quale inserì opere di letteratura, scienza, storia e altri argomenti che lo appassionavano oltre ad opere sulla storia della Sardegna.
Nel giardino furono piantati fiori e alberi, tra cui un eucalipto, il primo in Sardegna ed ancora esistente, piantato da Léon Gouin il 12 marzo 1865 per celebrare la nascita della sua primogenita Giulia; nel giardino furono anche disposti reperti archeologici, tra cui spiccava un'enorme pietra miliare romana portata fino alla villa da Macomer e una serie di edicole puniche con le quali fu abbellita una grande vasca per la raccolta delle acque.
Leon Gouin morì a Parigi, il 26 aprile 1888, in seguito a complicazioni seguite ad una polmonite mal curata e la sua salma venne inumata nel cimitero di Père-Lachaise.
L' Avvenire di Sardegna, giornale generalmente ostile nei confronti degli imprenditori stranieri operanti in Sardegna, lo volle ricordare invece con una frase di stima  "Coltivò, non distrusse", scrisse il 28 aprile del 1888 quando arrivò la notizia della sua scomparsa.